# 全和钧
全和钧（1934年2月—），男，浙江绍兴人，中国天文史学家，曾任中国天文学会理事，中国科学技术史学会常务理事。